# Andrew Lepani
Andrew Lepani (Puerto Moresby, 28 de agosto de 1979) es un futbolista papú que juega como mediocampista o defensor en el Hekari United.

## Carrera
Comenzó su carrera futbolística en 2001 jugando para el PS United. En 2003 llegó al Cosmos Port Moresby, donde jugó seis años, hasta que en 2009 el Hekari United lo fichó, ganó con este último la O-League 2010.

### Clubes
| Club                | País               | Año               |
| ------------------- | ------------------ | ----------------- |
| PS United           | Papúa Nueva Guinea | 2001 - 2003       |
| Cosmos Port Moresby | Papúa Nueva Guinea | 2003 - 2009       |
| Hekari United       | Papúa Nueva Guinea | 2009 - actualidad |

### Selección nacional
Disputó 4 partidos para la selección de Papúa Nueva Guinea en las eliminatorias a Alemania 2006. Convirtió la misma cantidad de goles. Jugó 8 partidos no oficiales en los que hizo 1 gol.